# New Jazz Conceptions
Albums de Bill Evans
/ Everybody Digs Bill Evans
(1958)
New Jazz Conceptions est le premier album du pianiste de jazz Bill Evans paru en 1956 sur le label Riverside (RLP 12-223). Bill Evans est accompagné par le contrebassiste Teddy Kotick et le batteur Paul Motian.

## Contexte
À 27 ans, Bill Evans effectue avec cet album ses premiers enregistrements en tant que leader. Evans est entré en contact avec Orrin Keepnews, le producteur du label Riverside, par l'intermédiaire du guitariste Mundell Lowe. Celui-ci lui avait fait écouter au téléphone quelques morceaux enregistrés par Bill Evans. Keepnews est intéressé par le travail du pianiste et propose à Evans d'enregistrer un album.

## Enregistrements
L'album est produit par Bill Grauer et Orrin Keepnews et les séances d'enregistrement ont lieu le 18 et le 27 septembre 1956 aux Reeves Sound Studios à New York. Evans choisit le jeune contrebassiste Teddy Kotick qui s'est déjà fait remarquer aux côtés de Charlie Parker et Stan Getz. Paul Motian complète le trio à la batterie.
| Musicien     | Instrument  |  | Équipe technique |                         |
| ------------ | ----------- |  | ---------------- | ----------------------- |
| Bill Evans   | piano       |  | Orrin Keepnews   | producteur, liner notes |
| Teddy Kotick | contrebasse |  | Jack Higgins     | ingénieur               |
| Paul Motian  | batterie    |  | Hank Parker      | photographie            |

## Titres de l’album
Trois des titres de l'album sont joués en solo (My Romance, I Got It Bad et Waltz for Debby), les autres sont interprétés en trio. Le répertoire est composé de reprises de chansons de Broadway devenues des standards de jazz (I love you, Easy living), de thèmes bops (Conception, Our delight) et de quatre compositions originales de Bill Evans.
Waltz for Debby est une valse en fa composée en hommage à sa nièce, la fille d'Harry Evans. Ce thème, probablement le thème le plus connu d'Evans, est devenu un standard de jazz. Sur cette version, Evans joue le titre en solo sans improviser.
Five est un morceau basé sur une grille harmonique de type anatole (tel que celui du standard I got Rhythm). La mélodie de la section A est faite de quintolets joués sur une métrique 4/4. Ce thème peut évoquer certaines compositions de Thelonious Monk. Evans aura souvent recours au thème Five durant sa carrière, en  l'utilisant comme « tag » pour conclure ses sets lors de concerts en club.
Displacement est un thème en la de 32 mesures d'esthétique bop où Evans utilise la technique d'écriture des « déplacements » (accords qui correspondent souvent sur des syncopes et « enjambent » parfois les mesures).
No Cover, No Minimum est un blues improvisé lors de l'enregistrement.
| N°     | Titre                              | Compositeur                          | Durée |
| ------ | ---------------------------------- | ------------------------------------ | ----- |
| Face 1 |                                    |                                      |       |
| 1.     | I Love You                         | Cole Porter                          | 3:53  |
| 2.     | Five                               | Bill Evans                           | 4:00  |
| 3.     | I Got It Bad (And That Ain't Good) | Duke Ellington, Paul Francis Webster | 1:37  |
| 4.     | Conception                         | George Shearing                      | 4:44  |
| 5.     | Easy Living                        | Leo Robin, Ralph Rainger             | 3:51  |
| 6.     | Displacement                       | Bill Evans                           | 2:34  |
| Face 2 |                                    |                                      |       |
| 7.     | Speak Low                          | Kurt Weill, Ogden Nash               | 5:08  |
| 8.     | Waltz for Debby                    | Bill Evans                           | 1:18  |
| 9.     | Our Delight                        | Tadd Dameron                         | 4:44  |
| 10.    | My Romance                         | Richard Rodgers, Lorenz Hart         | 1:59  |
| 11.    | No Cover, No Minimum (prise 2)     | Bill Evans                           | 7:31  |

Un douzième titre composé par Bill Evans est ajouté sur la version rééditée en CD : No Cover, No Minimum (prise 1) - 8:08

## Réception
L'album est assez bien accueilli par la critique, notamment DownBeat et Metronome mais commercialement ce n'est pas un succès car le disque se vend seulement à 800 exemplaires la première année. Ce premier album fait apparaître l'influence d'artistes tels que Bud Powell, Nat King Cole, George Shearing ou encore Horace Silver et montre que Bill Evans n'a pas encore trouvé le son qui caractérisera son approche en trio, mais révèle déjà une technique d'harmonisation novatrice.
L'auteur et critique Scott Yanow écrit que cet album « est un début convaincant pour une carrière assez significative ».